# Vertrag zum Schutz des Weltraums
Der Vertrag zum Schutz des Weltraums ist ein international vorgeschlagener Vertrag zum Verbot von Weltraumwaffen. Im Rahmen des Vertrages soll eine Friedenssicherungsagentur geschaffen werden, die den Weltraum überwachen und somit die Einhaltung des Vertrages durchsetzen soll. 
Der Vertrag wurden durch das Institute for Cooperation in Space (mit Sitz in Vancouver, Kanada) initiiert und dabei von über 274 Nichtregierungsorganisationen (NGOs) und verschiedenen kanadischen Politikern unterstützt. 
Viele Regierungen weltweit, darunter Kanada, China und Russland, fordern seit langem einen Vertrag zum Verbot von Weltraumwaffen, um einen potentiellen Rüstungswettlauf im Weltraum zu verhindern.